# Distrito de Yacus
El Distrito de Yacus es uno de los doce que conforman la Provincia de Huánuco, en el Departamento de Huánuco, bajo la administración del Gobierno Regional de Huánuco, (Perú). 
Desde el punto de vista jerárquico de la Iglesia católica forma parte del Diócesis de Huánuco.

## Historia
El distrito fue creado mediante Ley N° 29540 del 14 de junio de 2010, en el gobierno del Presidente Alan García
El término Yacus proviene del Runa Shimi: Yakus que significa en castellano tierra o región de la nación de los Yacus Cultura Preinca”

## Geografía
Tiene una superficie de 289,21 km². Su capital es el poblado de Yacus, una ciudad pintoresca que está 1 894 m s. n. m., en un hermoso valle transandino, en la confluencia de los ríos Margos y Añaskichki (traducido al castellano significa Estrechez de un zorrillo), rodeado por los majestuosos e imponentes cerros: Taytamayo, Mamaj (Cerro – Madre), San Cristóbal y el Colorado,
- Lagos:
- Ríos:

## Sociedad

### Población
5 296 habitantes (? hombres, ? mujeres)
https://www.inei.gob.pe/media/MenuRecursivo/publicaciones_digitales/Est/Lib1570/

## Festividades
- Fiesta de San Juan.
- San Idelfonso